# Zanikanje podnebnih sprememb
Zanikanje podnebnih sprememb je zanikanje ali omalovaževanje trenutnih podnebnih sprememb oziroma katerega od njihovih vidikov, obstoj katerih je sicer znanstveni konsenz. Po navadi je zanikanje motivirano z ideološkimi ali pridobitnimi razlogi in je pogosto povezano z naftnimi korporacijami.

## Organiziranje zanikanja
V ozadju organizacij zanikovalcev globalnega segrevanja so korporacije, industrija fosilnih goriv in konzervativne skupine, ki financiranjo konzervativne možganske truste in pa skupine zanikovalcev v ospredju. Le-te preko medijev, politikov in blogov povzročijo nenehno prisotnost svojih idej v javnosti. Posledično omogočajo nastanek neprofitnih organizacij in gibanj zanikovalcev, ki jih še dodatno podpirajo.

## Zanikanje v zasebnem sektorju
Anonimni milijarderji so med 2002 in 2010 več kot stotim skupinam zanikovalcev globalnega segrevanja donirali 118 milijonov dolarjev, kar je sprožilo dvome o znanstvenosti le-teh gibanj.

## Zanikovalci

### Slovenija
Republika Slovenija je zavezujoča podpisnica Kjotskega protokola, Slovensko meteorološko društvo pa šteje globalno segrevanje za znanstveno dejstvo. V slovenskem osnovnem izobraževanju se globalno segrevanje poučuje kot dejstvo.
V Sloveniji je eden vodilnih zanikovalcev podnebnih sprememb matematik Mišo Alkalaj, avtor knjig Podnebna prevara in Zelene laži.

### Združene države Amerike
V Združenih državah Amerike je zanikanje podnebnih sprememb v politiki zelo razširjeno. Leta 2014 je podnebne spremembe zanikalo približno 55 odstotkov članov zveznega kongresa.